# Mario Bennett
Pour les articles homonymes, voir Bennett.
Mario Bennett, né le 1er août 1973 à Denton au Texas, est un ancien joueur américain de basket-ball. Il évoluait au poste d'ailier fort.